# Olympische Sommerspiele 2016/Leichtathletik – 1500 m (Frauen)

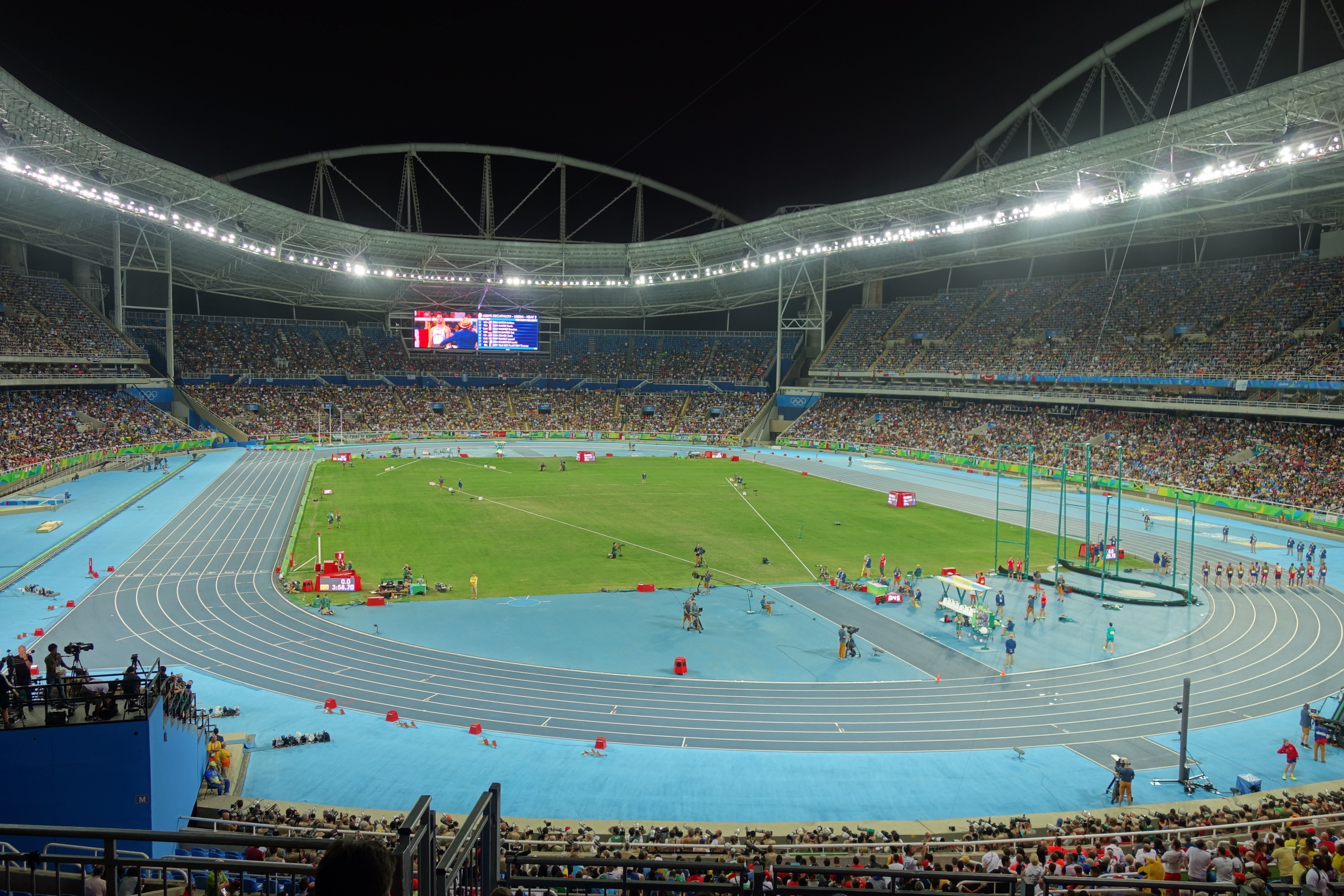
Innenraum des Estádio Olímpico João Havelange während der Spiele von Rio

Der 1500-Meter-Lauf der Frauen bei den Olympischen Spielen 2016 in Rio de Janeiro wurde am 12., 14. und 16. August 2016 im Estádio Nilton Santos ausgetragen. 41 Athletinnen nahmen teil.
Olympiasiegerin wurde die Kenianerin Faith Kipyegon, die vor der Äthiopierin Genzebe Dibaba gewann. Bronze ging an die US-Amerikanerin Jenny Simpson.
Für Deutschland starteten Konstanze Klosterhalfen und Diana Sujew, die beide im Halbfinale ausschieden.

Athletinnen aus der Schweiz, Österreich und Liechtenstein nahmen nicht teil.
Für das Flüchtlingsteam unter der olympischen Flagge und dem Kürzel ROT startete Anjelina Lohalith aus dem Südsudan.

## Aktuelle Titelträgerinnen
| Olympiasiegerin                         | Gamze Bulut ( Türkei)                            | 4:10,40 min | London 2012    |
| Weltmeisterin                           | Genzebe Dibaba ( Äthiopien)                      | 4:08,09 min | Peking 2015    |
| Europameisterin                         | Angelika Cichocka ( Polen)                       | 4:33,00 min | Amsterdam 2016 |
| Nord-/Zentralamerika-/Karibik-Meisterin | Rachel Schneider ( USA)                          | 4:14,78 min | San José 2015  |
| Südamerika-Meisterin                    | Muriel Coneo ( Kolumbien)                        | 4:10,14 min | Lima 2015      |
| Asienmeisterin                          | Betlhem Desalegn ( Vereinigte Arabische Emirate) | 4:29,39 min | Wuhan 2015     |
| Afrikameisterin                         | Caster Semenya ( Südafrika)                      | 4:01,99 min | Durban 2016    |
| Ozeanienmeisterin                       | Coreena Cleland ( Australien)                    | 4:27,36 min | Cairns 2015    |

## Rekorde

### Bestehende Rekorde
| Weltrekord         | Genzebe Dibaba ( Äthiopien) | 3:50,07 min | Monaco, Monaco            | 17. Juli 2015   |
| Olympischer Rekord | Paula Ivan ( Rumänien)      | 3:53,96 min | Finale OS Seoul, Südkorea | 1. Oktober 1988 |

Die Rennen hier in Rio waren allesamt ausgerichtet auf ein schnelles Finish in der Endphase, das galt insbesondere für das Finale. So wurde der bestehende olympische Rekord auch bei diesen Spielen nicht erreicht. Die spätere Olympiazweite Genzebe Dibaba aus Äthiopien verfehlte den Rekord im schnellsten Rennen, dem zweiten Halbfinale, mit ihren 4:03,06 min um 9,10 Sekunden. Zum Weltrekord fehlten ihr 12,99 Sekunden.

### Rekordverbesserungen
Es wurden zwei neue Landesrekorde aufgestellt:
- 4:33,94 min – Saraswati Bhattarai (Nepal), erster Vorlauf am 12. August
- 4:42,67 min – Kadra Mohamed Dembil (Dschibuti), dritter Vorlauf am 12. August

Anmerkung:
Alle Zeitangaben sind auf die Ortszeit Rio (UTC-3) bezogen.

## Doping
Betlhem Desalegn aus den Vereinigten Arabischen Emiraten verzichtete knapp drei Wochen vor diesen Spielen auf einen Start. Als Grund machte sie andauernde Knieprobleme geltend. Im November 2017 wurden dann alle ihre von 2014 bis 2016 erzielten Resultate wegen Irregularitäten in ihrem Biologischen Pass annulliert.

## Vorrunde
Die Vorrunde wurde in drei Läufen durchgeführt. Für das Halbfinale qualifizierten sich pro Lauf die ersten sechs Athletinnen (hellblau unterlegt). Darüber hinaus kamen die sechs Zeitschnellsten, die sogenannten Lucky Loser (hellgrün unterlegt), weiter.

### Lauf 1
12. August 2016, 20:30 Uhr
| Platz | Name                    | Nation                | Zeit (min) | Anmerkung |
| ----- | ----------------------- | --------------------- | ---------- | --------- |
| 1     | Genzebe Dibaba          | Äthiopien             | 4:10,61    |           |
| 2     | Ciara Mageean           | Irland                | 4:11,51    |           |
| 3     | Brenda Martinez         | USA                   | 4:11,74    |           |
| 4     | Linden Hall             | Australien            | 4:11,75    |           |
| 5     | Angelika Cichocka       | Polen                 | 4:11,76    |           |
| 6     | Konstanze Klosterhalfen | Deutschland           | 4:11,76    |           |
| 7     | Hilary Stellingwerff    | Kanada                | 4:12,00    |           |
| 8     | Maureen Koster          | Niederlande           | 4:13,15    |           |
| 9     | Siham Hilali            | Marokko               | 4:13,46    |           |
| 10    | Amela Terzić            | Serbien               | 4:15,17    |           |
| 11    | Nancy Chepkwemoi        | Kenia                 | 4:15,41    |           |
| 12    | Marta Pen               | Portugal              | 4:18,53    |           |
| 13    | Saraswati Bhattarai     | Nepal                 | 4:33,94    | NR        |
| 14    | Celma Bonfim da Graça   | São Tomé und Príncipe | 4:38,86    |           |

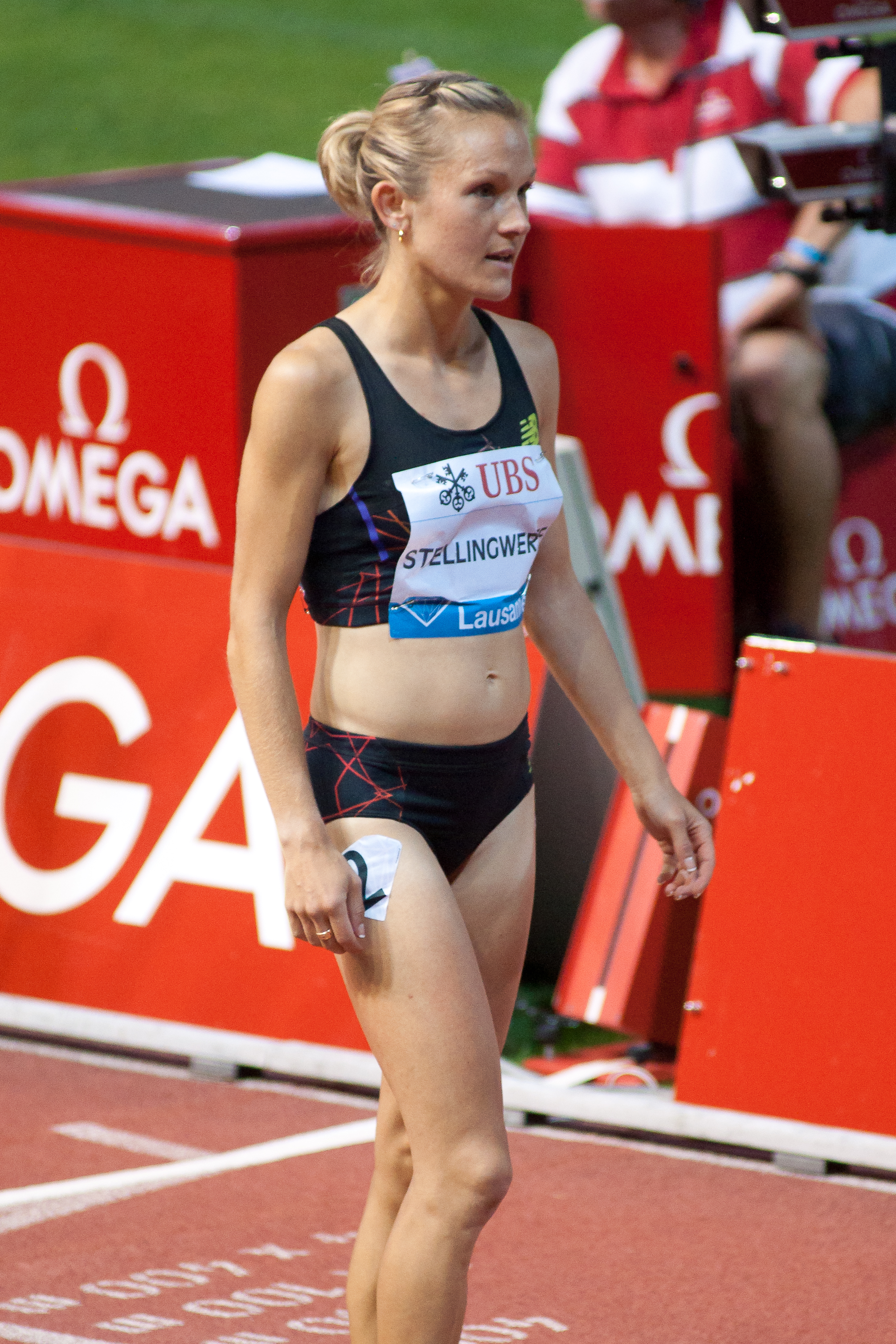
Hilary Stellingwerff – ausgeschieden als Siebte des ersten Vorlaufs

Weitere im ersten Vorlauf ausgeschiedene Läuferinnen:

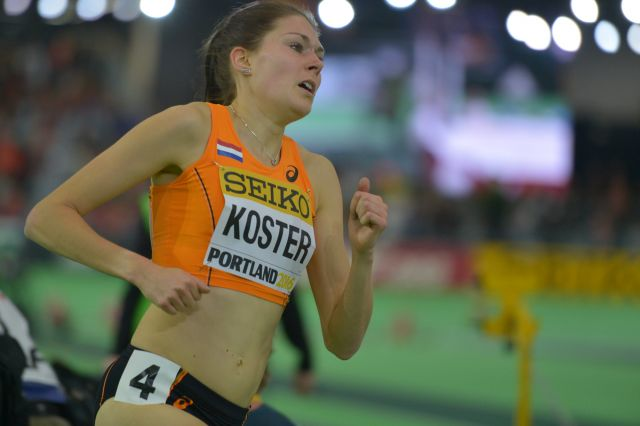
Maureen Koster – Rang acht
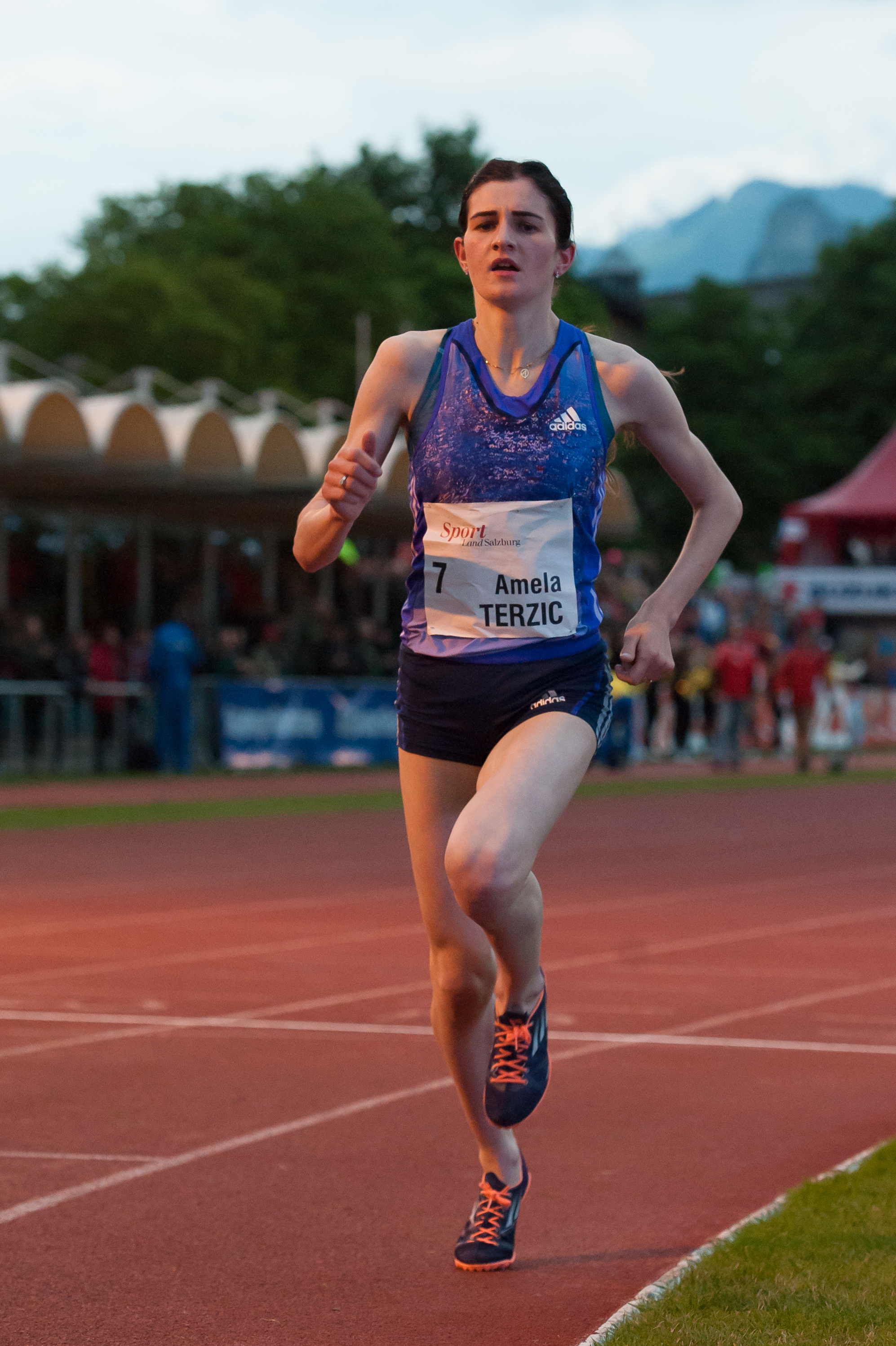
Amela Terzić – Rang zehn
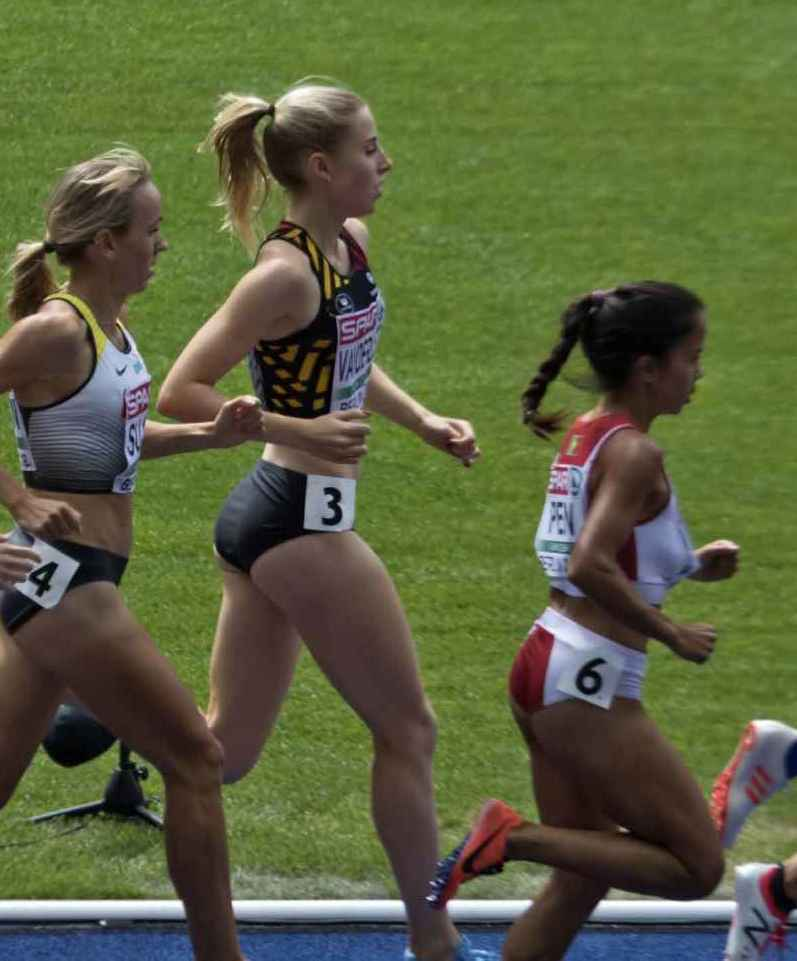
Marta Pen (ganz rechts) – Rang  zwölf

### Lauf 2
12. August 2016, 20:41 Uhr
| Platz | Name               | Nation               | Zeit (min) | Anmerkung            |
| ----- | ------------------ | -------------------- | ---------- | -------------------- |
| 1     | Sifan Hassan       | Niederlande          | 4:06,64    |                      |
| 2     | Faith Kipyegon     | Kenia                | 4:06,65    |                      |
| 3     | Sofia Ennaoui      | Polen                | 4:06,90    |                      |
| 4     | Jenny Simpson      | USA                  | 4:06,99    |                      |
| 5     | Malika Akkaoui     | Marokko              | 4:07,42    |                      |
| 6     | Besu Sado          | Äthiopien            | 4:08,11    |                      |
| 7     | Laura Weightman    | Großbritannien       | 4:08,37    |                      |
| 8     | Jenny Blundell     | Australien           | 4:09,05    |                      |
| 9     | Gabriela Stafford  | Kanada               | 4:09,45    |                      |
| 10    | Muriel Coneo       | Kolumbien            | 4:09,50    |                      |
| 11    | Tigist Gashaw      | Bahrain              | 4:10,96    |                      |
| 12    | Florina Pierdevară | Rumänien             | 4:11,55    |                      |
| 13    | Nikki Hamblin      | Neuseeland           | 4:11,88    |                      |
| 14    | Anjelina Lohalith  | Refugee Olympic Team | 4:47,38    | Heimatland: Südsudan |

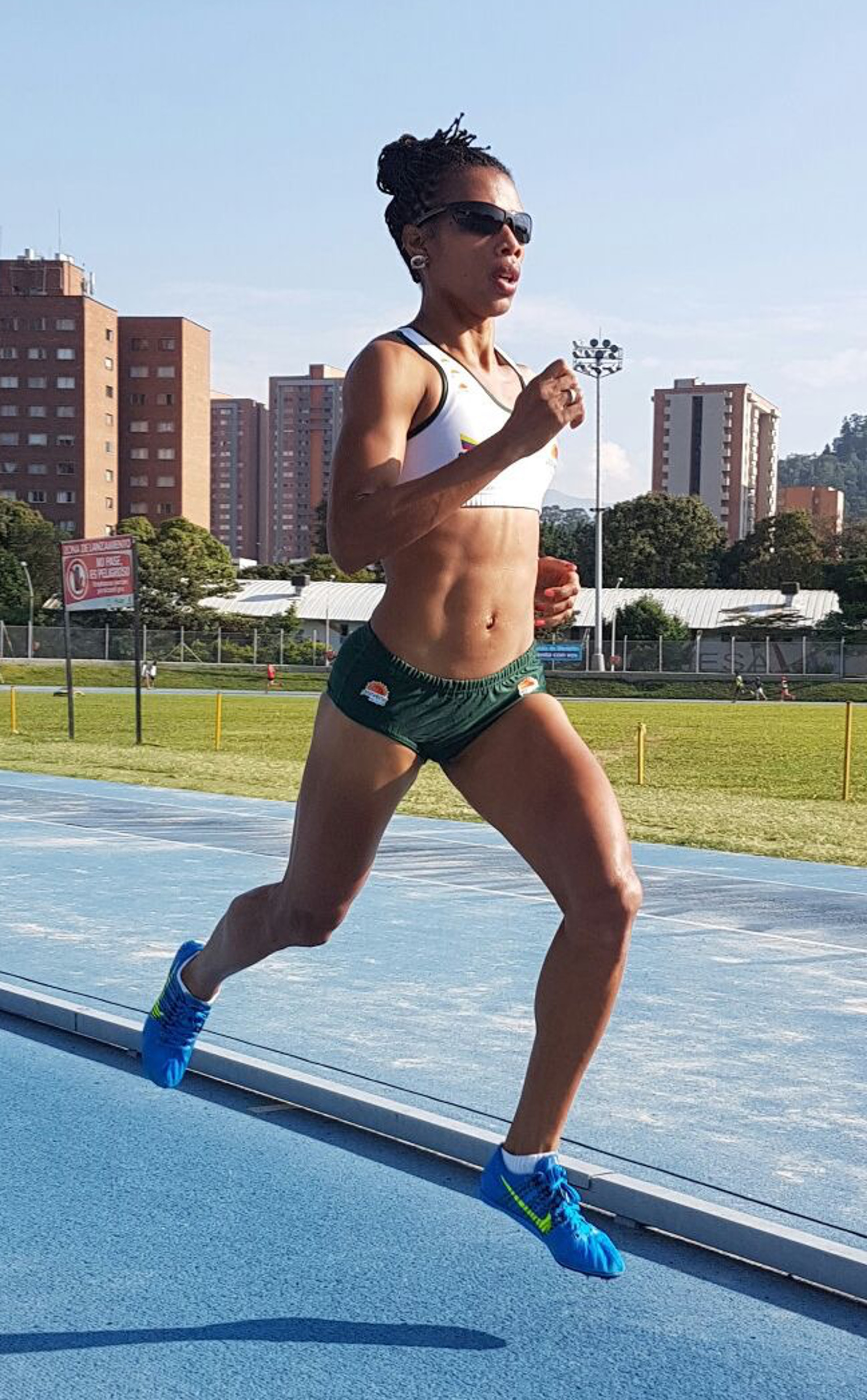
Muriel Coneo – ausgeschieden als Zehnte des zweiten Vorlaufs

Weitere im zweiten Vorlauf ausgeschiedene Läuferinnen:

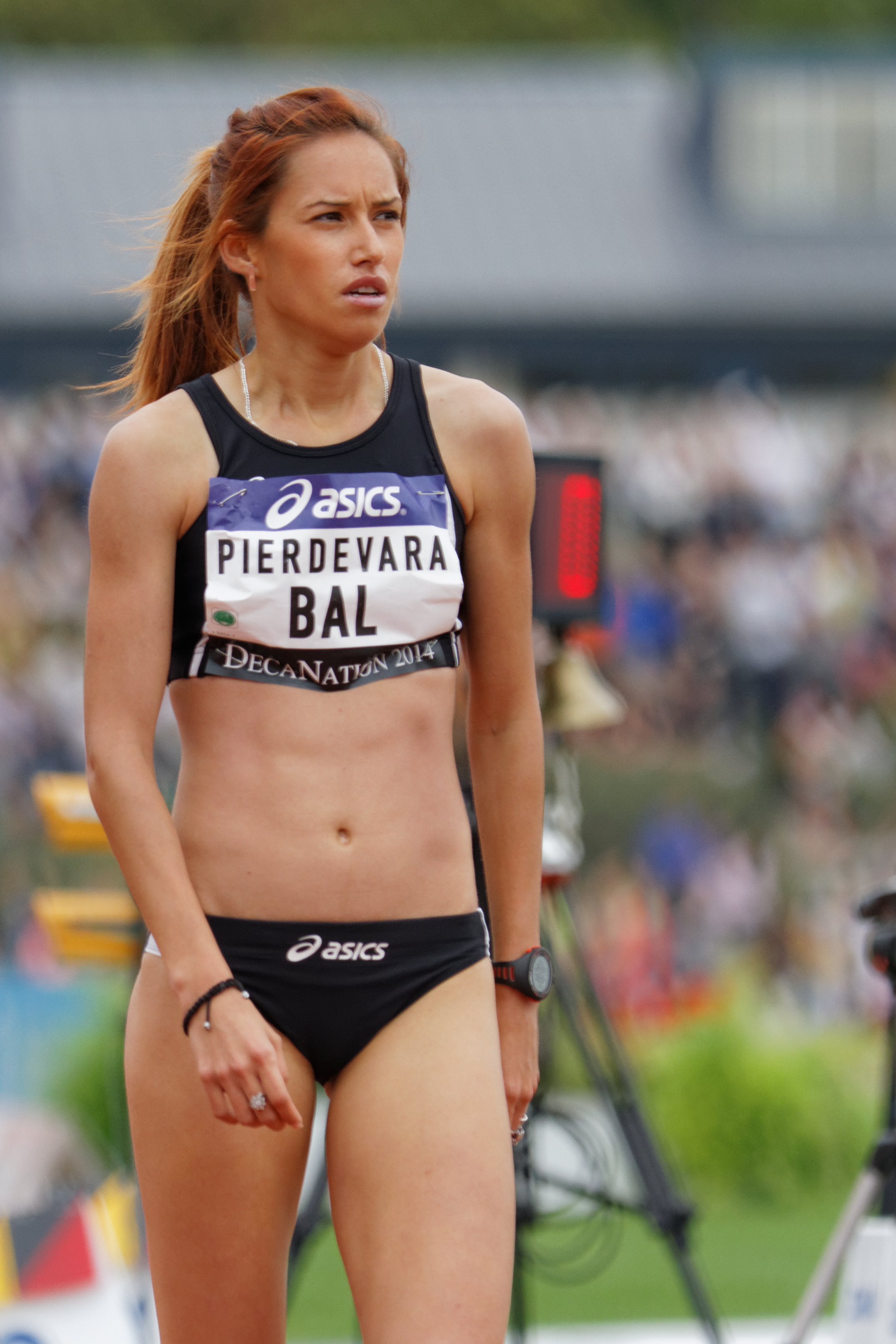
Florina Pierdevară – Rang zwölf
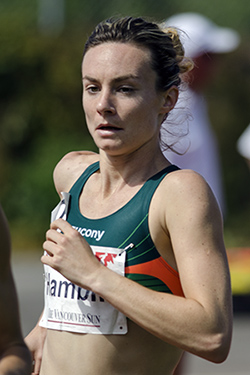
Nikki Hamblin – Rang dreizehn
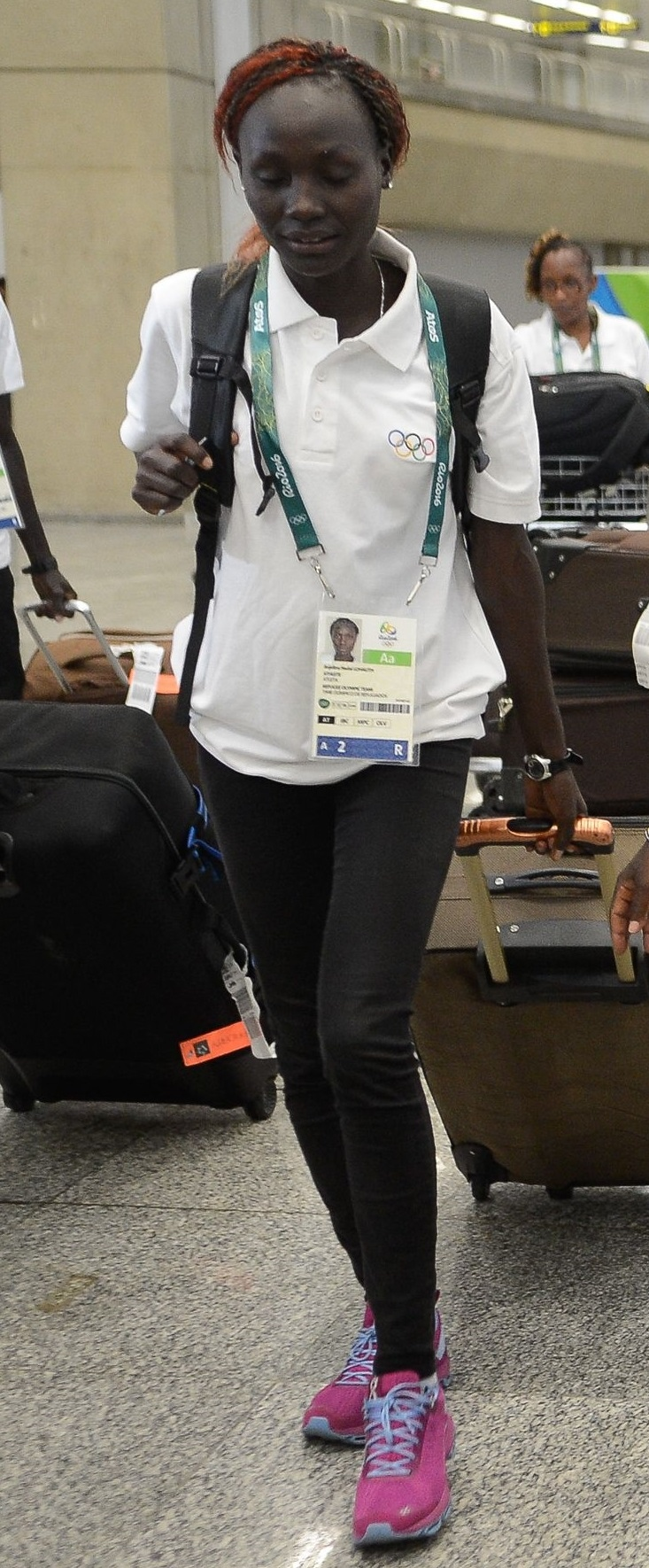
Anjelina Lohalith – Rang vierzehn

### Lauf 3

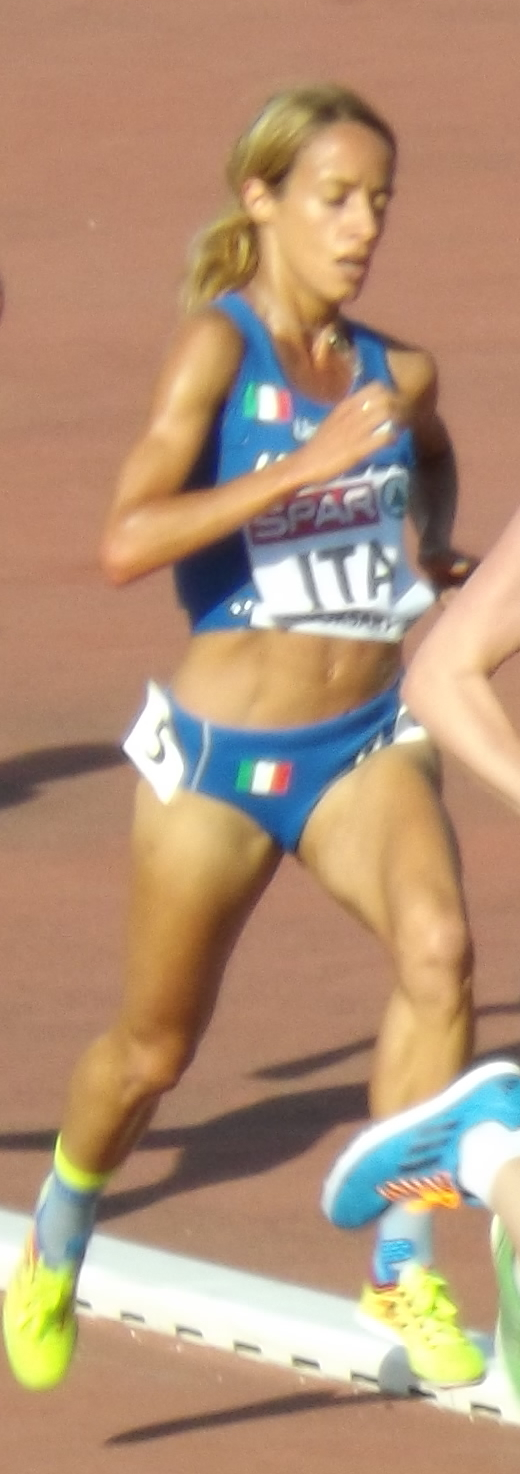
Margherita Magnani – ausgeschieden als Elfte des dritten Vorlaufs
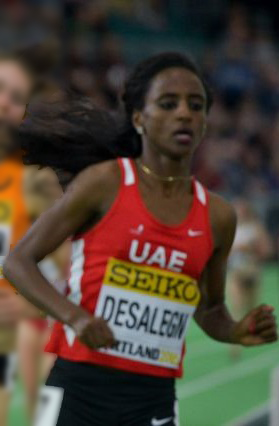
Wegen einer angeblichen Knieverletzung verzichtete die gedopte Betlhem Desalegn auf einen Start

12. August 2016, 20:52 Uhr
| Platz | Name                 | Nation                       | Zeit (min) | Anmerkung                            |
| ----- | -------------------- | ---------------------------- | ---------- | ------------------------------------ |
| 1     | Dawit Seyaum         | Äthiopien                    | 4:05,33    |                                      |
| 2     | Shannon Rowbury      | USA                          | 4:06,47    |                                      |
| 3     | Laura Muir           | Großbritannien               | 4:06,53    |                                      |
| 4     | Rababe Arafi         | Marokko                      | 4:06,63    |                                      |
| 5     | Meraf Bahta          | Schweden                     | 4:06,82    |                                      |
| 6     | Zoe Buckman          | Australien                   | 4:06,93    |                                      |
| 7     | Nicole Sifuentes     | Kanada                       | 4:07,43    |                                      |
| 8     | Viola Cheptoo Lagat  | Kenia                        | 4:08,09    |                                      |
| 9     | Danuta Urbanik       | Polen                        | 4:08,67    |                                      |
| 10    | Diana Sujew          | Deutschland                  | 4:09,07    |                                      |
| 11    | Margherita Magnani   | Italien                      | 4:09,74    |                                      |
| 12    | Kadra Mohamed Dembil | Dschibuti                    | 4:42,67    | NR                                   |
| 13    | Nélia Martins        | Osttimor                     | 5:00,53    |                                      |
| DNS   | Betlhem Desalegn     | Vereinigte Arabische Emirate |            | später wegen Dopings disqualifiziert |

## Halbfinale
In den beiden Halbfinalläufen qualifizierten sich die jeweils fünf besten Athletinnen (hellblau unterlegt) für das Finale. Darüber hinaus kamen auch die beiden Zeitschnellsten, die sogenannten Lucky Loser (hellgrün unterlegt), weiter.

### Lauf 1

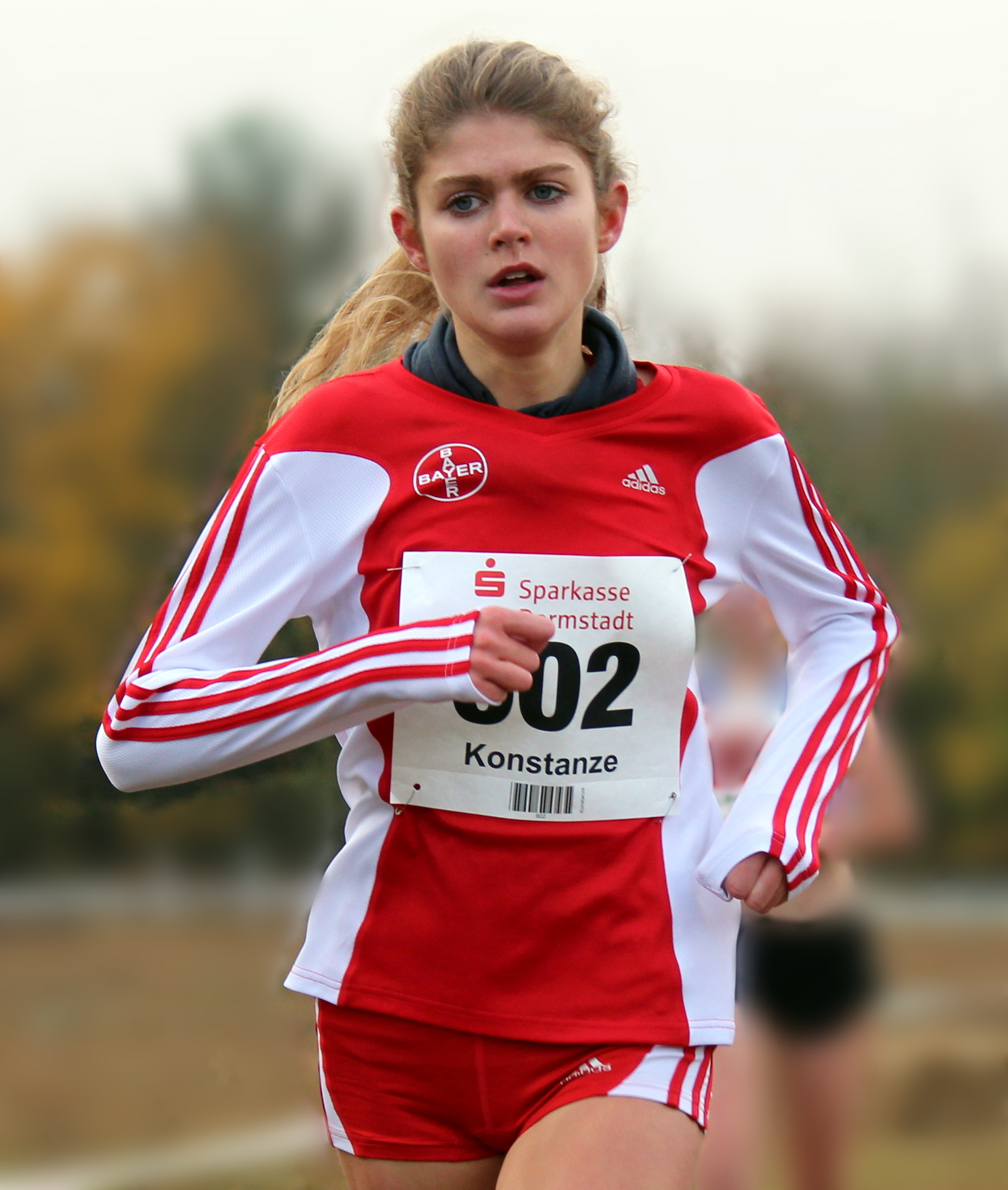
Konstanze Klosterhalfen – ausgeschieden als Zehnte des ersten Halbfinals
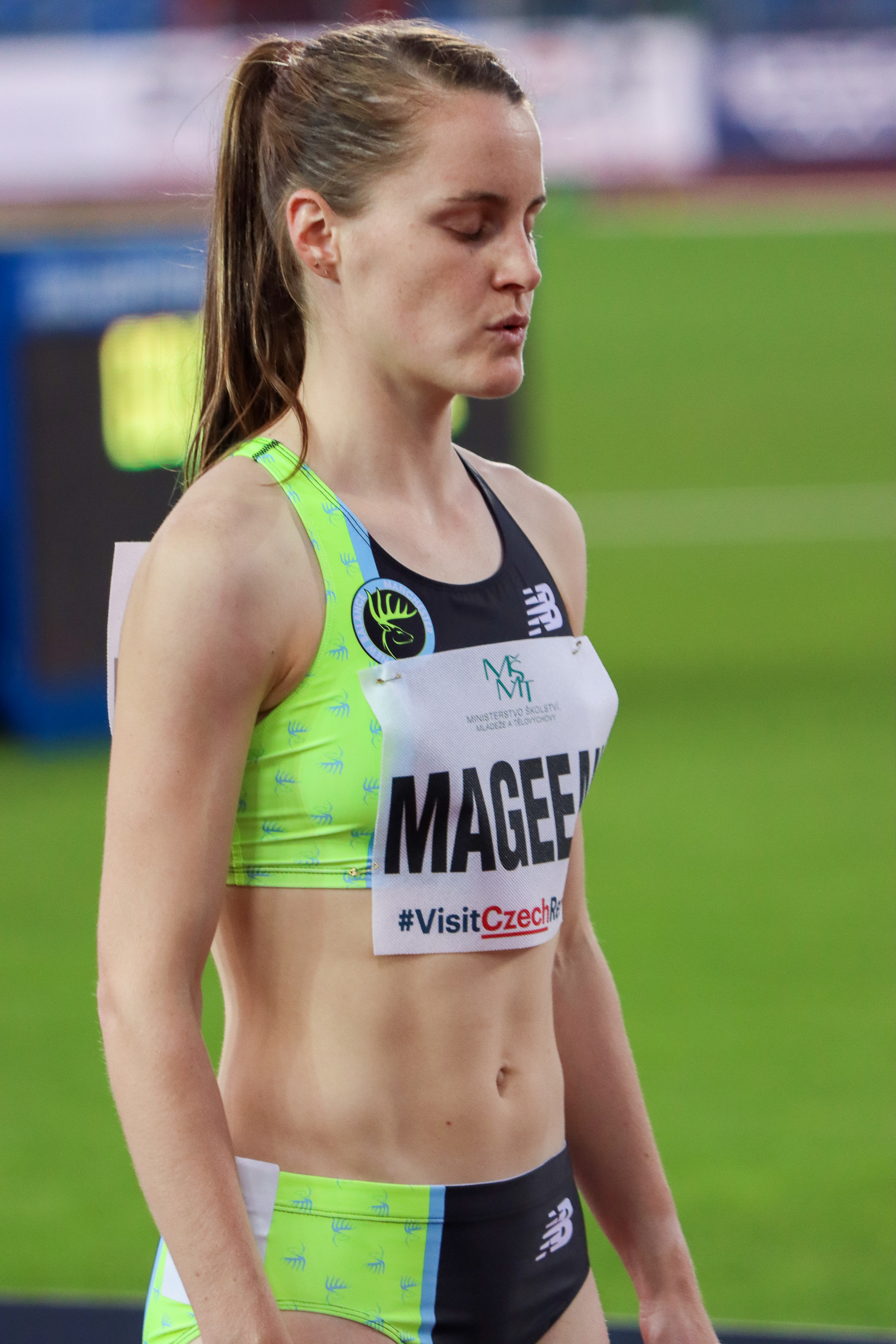
Ciara Mageean – ausgeschieden als Elfte des ersten Halbfinals
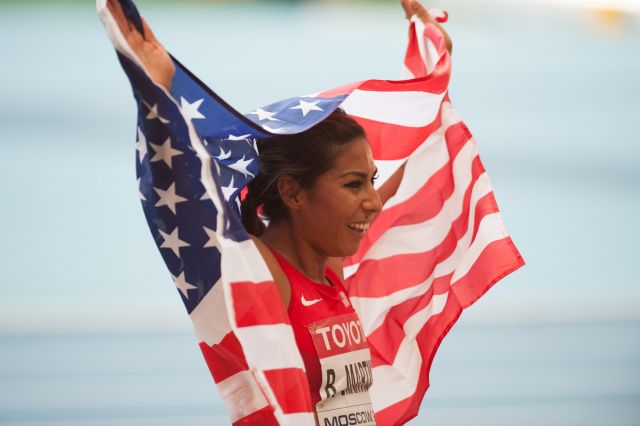
Brenda Martinez – ausgeschieden als Zwölfte des ersten Halbfinals

14. August 2016, 21:30 Uhr
| Platz | Name                    | Nation         | Zeit (min) |
| ----- | ----------------------- | -------------- | ---------- |
| 1     | Faith Kipyegon          | Kenia          | 4:03,95    |
| 2     | Dawit Seyaum            | Äthiopien      | 4:05,33    |
| 3     | Shannon Rowbury         | USA            | 4:04,46    |
| 4     | Besu Sado               | Äthiopien      | 4:05,19    |
| 5     | Laura Weightman         | Großbritannien | 4:05,28    |
| 6     | Sofia Ennaoui           | Polen          | 4:05,29    |
| 7     | Rababe Arafi            | Marokko        | 4:05,60    |
| 8     | Linden Hall             | Australien     | 4:05,81    |
| 9     | Zoe Buckman             | Australien     | 4:06,95    |
| 10    | Konstanze Klosterhalfen | Deutschland    | 4:07,26    |
| 11    | Ciara Mageean           | Irland         | 4:08,07    |
| 12    | Brenda Martinez         | USA            | 4:10,41    |

### Lauf 2
14. August 2016, 21:41 Uhr
| Platz | Name                | Nation         | Zeit (min) |
| ----- | ------------------- | -------------- | ---------- |
| 1     | Genzebe Dibaba      | Äthiopien      | 4:03,06    |
| 2     | Sifan Hassan        | Niederlande    | 4:03,62    |
| 3     | Laura Muir          | Großbritannien | 4:04,16    |
| 4     | Jenny Simpson       | USA            | 4:05,07    |
| 5     | Meraf Bahta         | Schweden       | 4:06,41    |
| 6     | Viola Cheptoo Lagat | Kenia          | 4:06,83    |
| 7     | Nicole Sifuentes    | Kanada         | 4:08,53    |
| 8     | Malika Akkaoui      | Marokko        | 4:08,55    |
| 9     | Diana Sujew         | Deutschland    | 4:10,15    |
| 10    | Danuta Urbanik      | Polen          | 4:11,34    |
| 11    | Jenny Blundell      | Australien     | 4:13,25    |
| 12    | Angelika Cichocka   | Polen          | 4:17,83    |

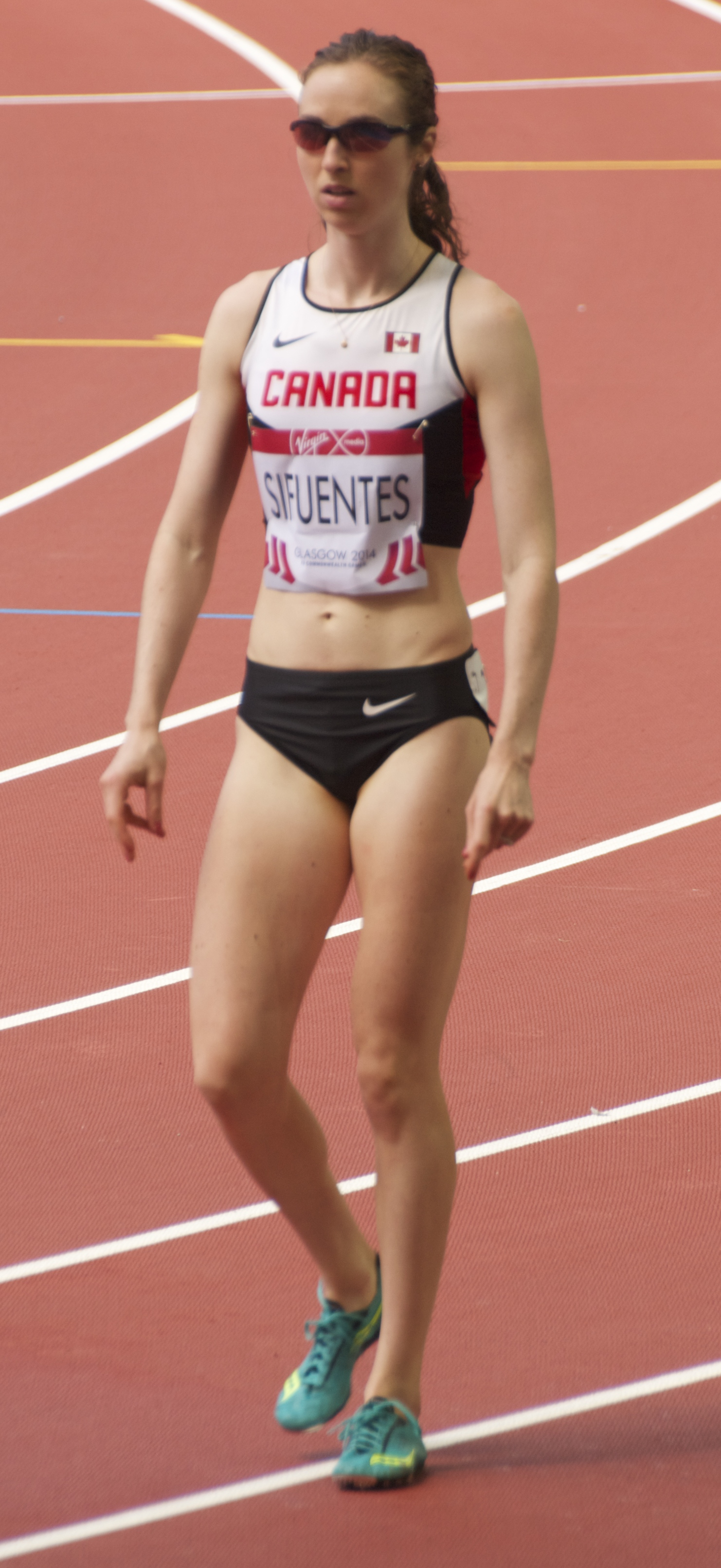
Nicole Sifuentes – ausgeschieden als Siebte des zweiten Halbfinals

Weitere im zweiten Halbfinale ausgeschiedene Läuferinnen:

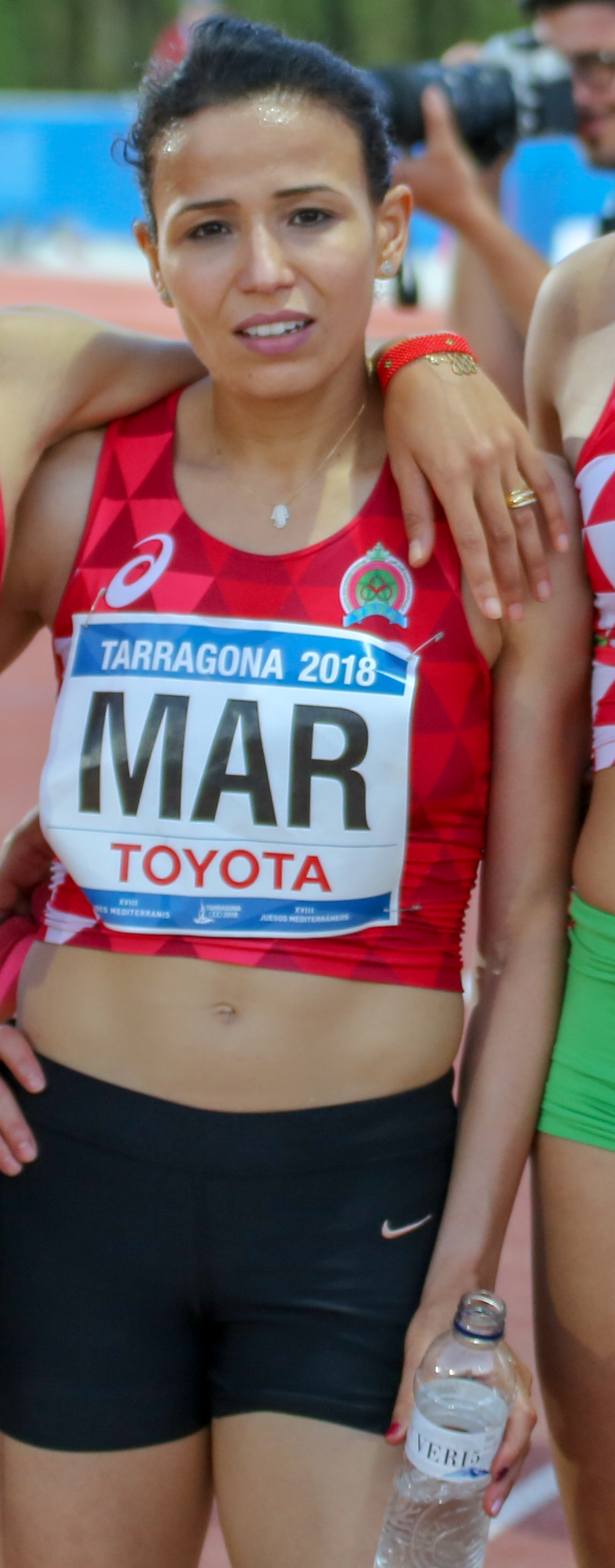
Malika Akkaoui – Rang acht
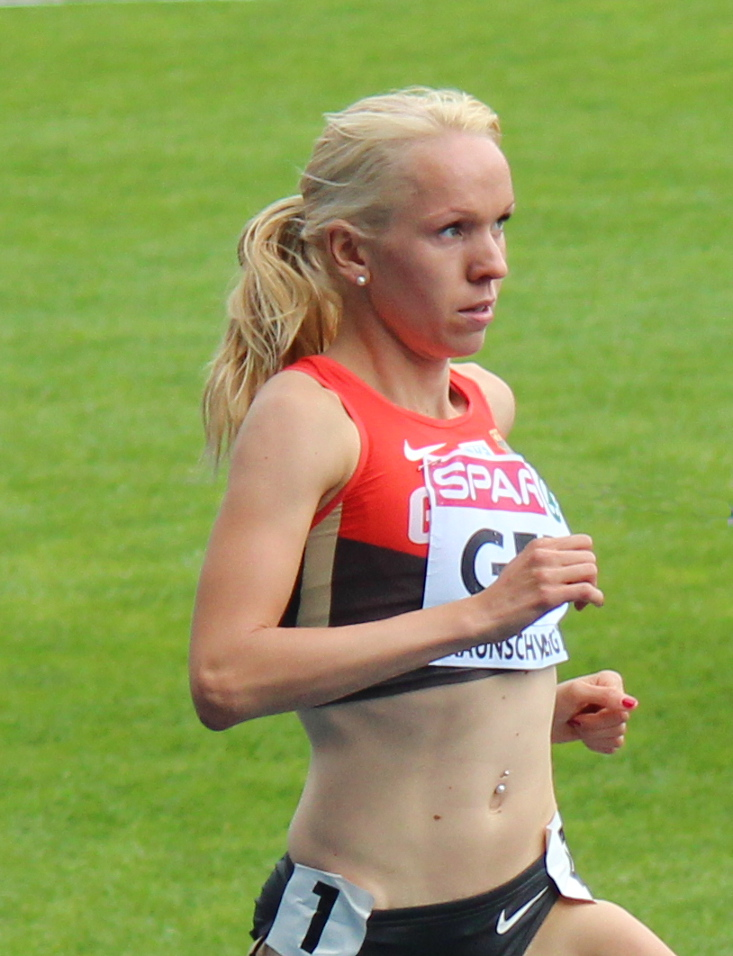
Diana Sujew – Rang neun
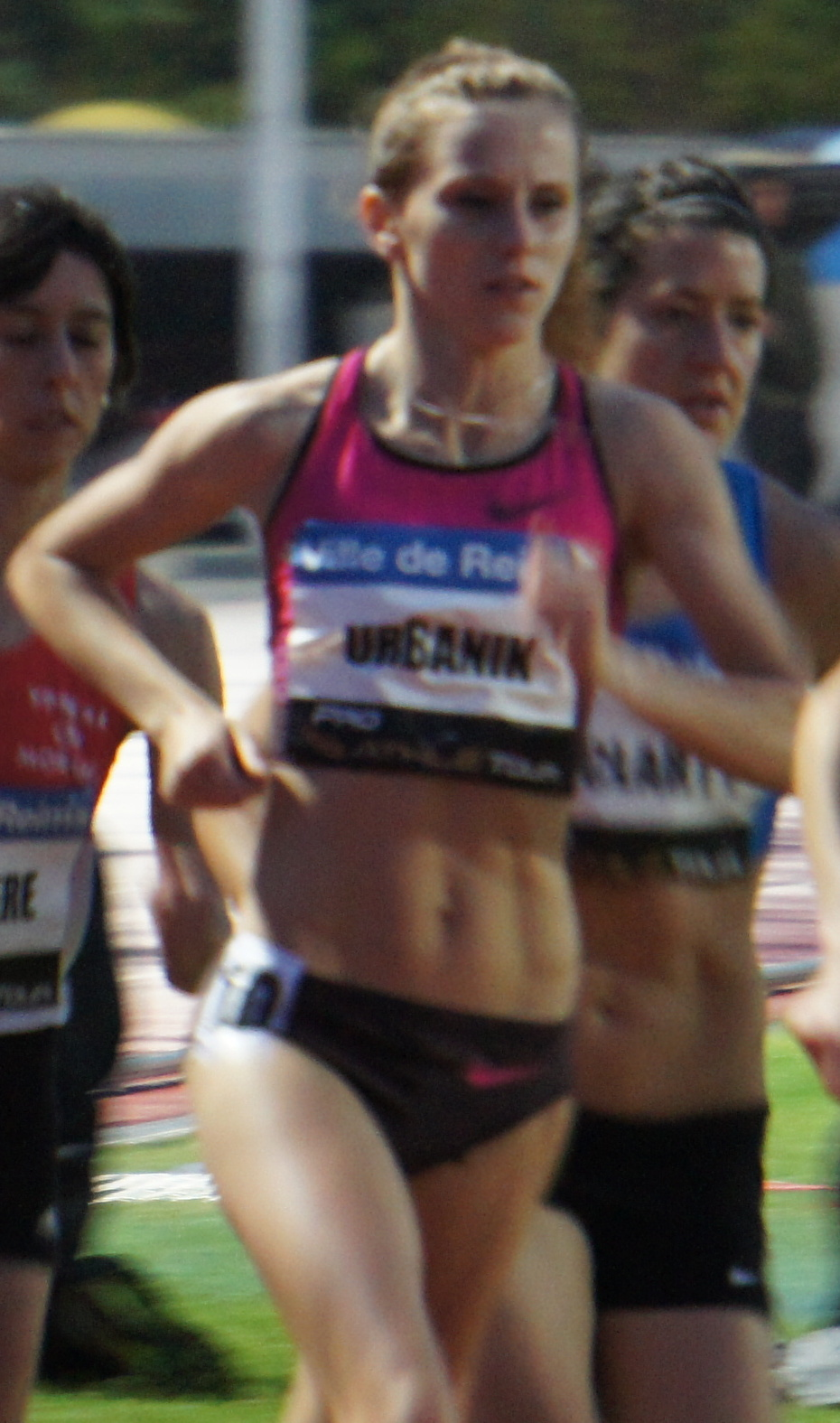
Danuta Urbanik – Rang zehn
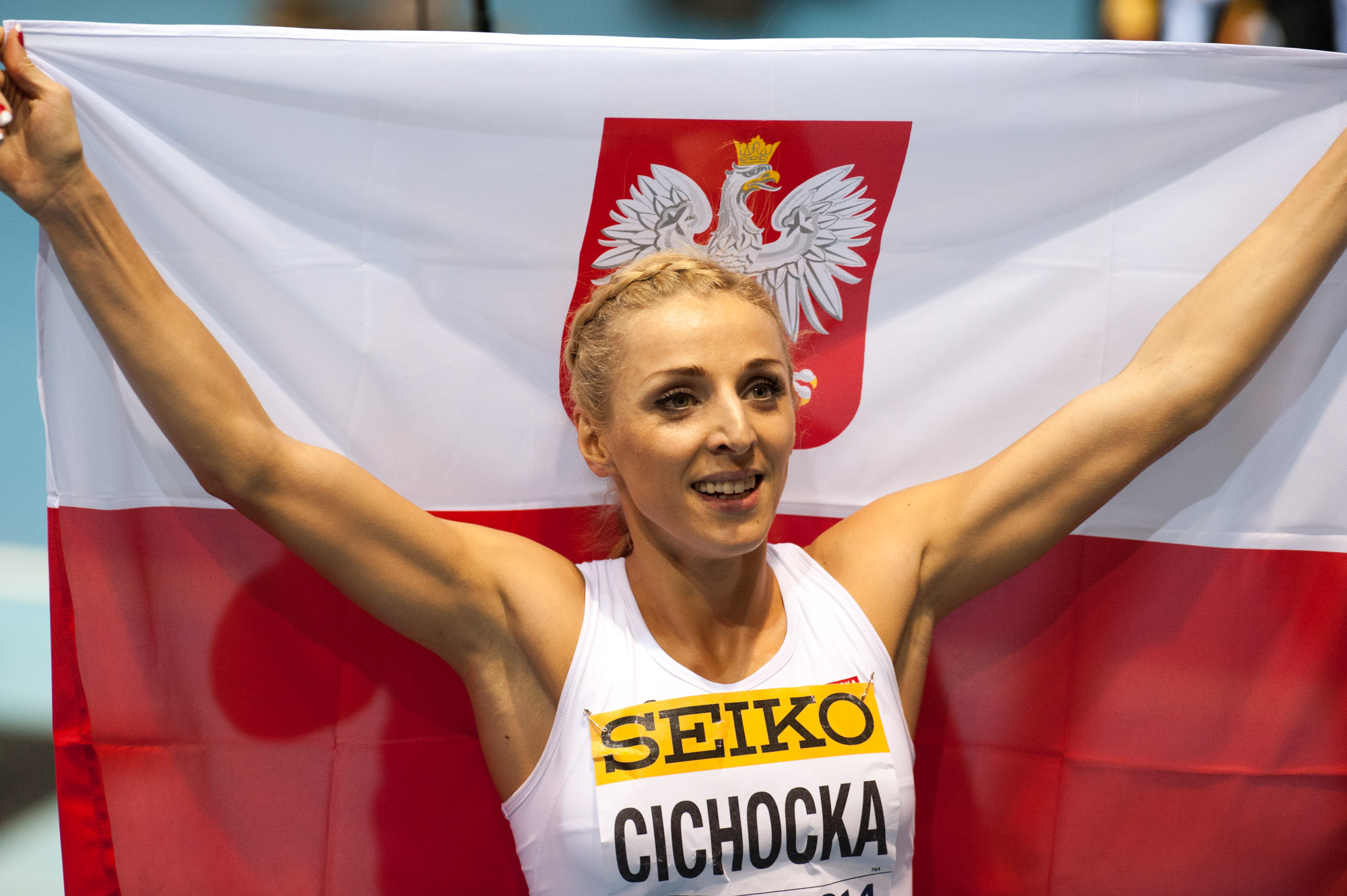
Angelika Cichocka – Rang zwölf

## Finale
16. August 2016, 22:30 Uhr
| Platz | Name            | Nation         | Zeit (min) |
| ----- | --------------- | -------------- | ---------- |
| 1     | Faith Kipyegon  | Kenia          | 4:08,92    |
| 2     | Genzebe Dibaba  | Äthiopien      | 4:10,27    |
| 3     | Jenny Simpson   | USA            | 4:10,53    |
| 4     | Shannon Rowbury | USA            | 4:11,05    |
| 5     | Sifan Hassan    | Niederlande    | 4:11,23    |
| 6     | Meraf Bahta     | Schweden       | 4:12,59    |
| 7     | Laura Muir      | Großbritannien | 4:12,88    |
| 8     | Dawit Seyaum    | Äthiopien      | 4:13,14    |
| 9     | Besu Sado       | Äthiopien      | 4:13,58    |
| 10    | Sofia Ennaoui   | Polen          | 4:14,72    |
| 11    | Laura Weightman | Großbritannien | 4:14,95    |
| 12    | Rababe Arafi    | Marokko        | 4:15,16    |

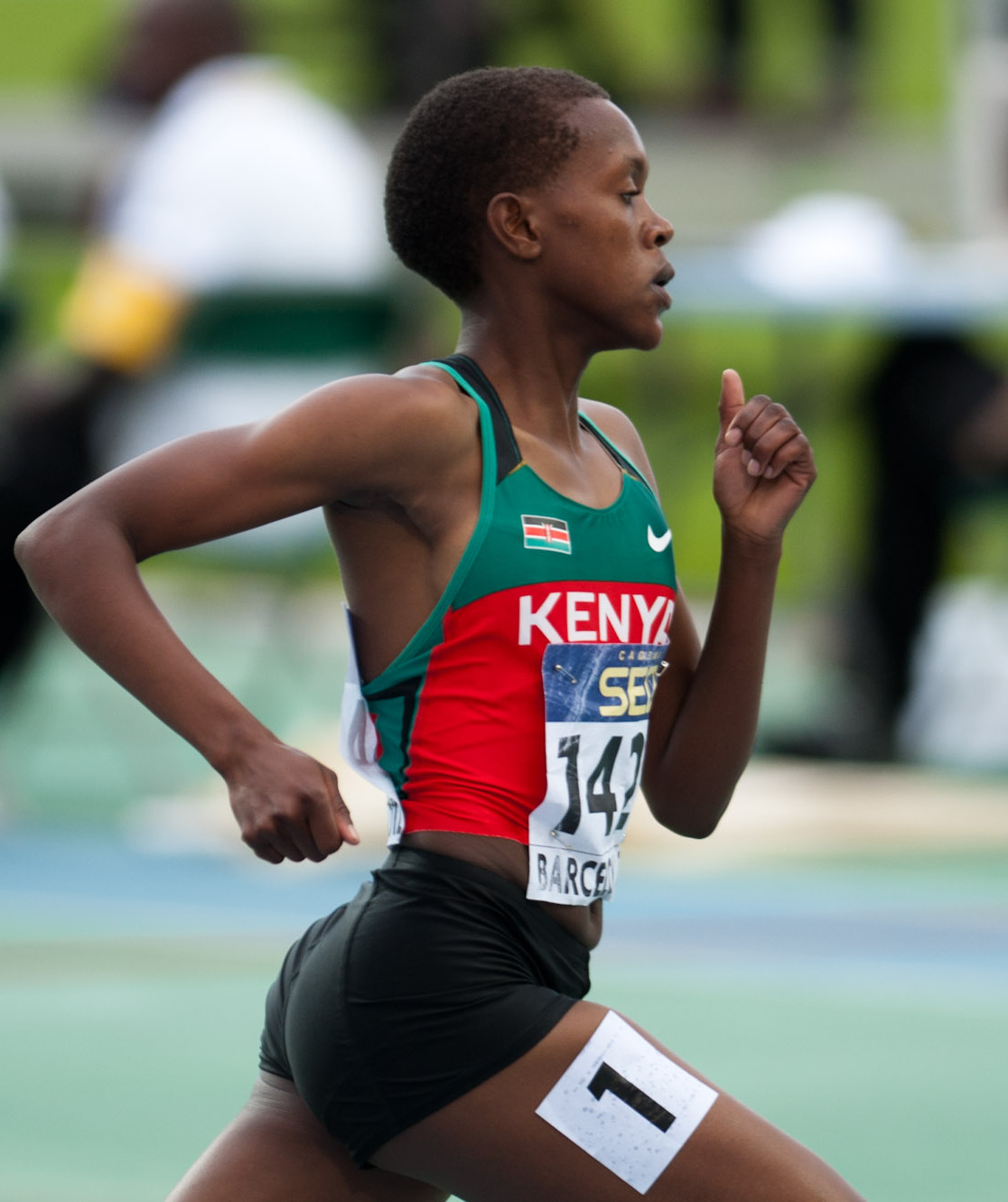
Faith Kipyegon – 2015 Vizeweltmeisterin
und nun Olympiasiegerin

Für das Finale hatten sich alle drei Äthiopierinnen qualifiziert. Hinzu kamen je zwei US-Läuferinnen und Britinnen sowie je eine Starterin aus Kenia, Marokko, den Niederlanden, Polen und Schweden.
Es wurde ein Duell zwischen der äthiopischen Weltmeisterin Genzebe Dibaba, die auch Weltrekordhalterin war, und der kenianischen Vizeweltmeisterin Faith Kipyegon erwartet. Für die Plätze hinter diesen beiden kamen unter anderem die niederländische WM-Dritte und Europameisterin von 2014 Sifan Hassan und die beiden Viert- und Fünftplatzierten der letzten Weltmeisterschaften Dawit Seyaum aus Äthiopien und Laura Muir aus Großbritannien in Frage.
Das Finalrennen begann in einem gemächlichen Tempo – 400-Meter-Zwischenzeit 1:16,57 min – und wurde von der Britin Laura Weightman angeführt. Zu Beginn der zweiten Runde gingen die Äthiopierin Besu Sado und die Britin Laura Muir an die Spitze, die aber schon nach kurzer Zeit von Dibaba abgelöst wurden.
Kipyegon und Hassan arbeiteten sich gemeinsam weiter nach vorne, während Dibaba das Tempo zu steigern begann – zweite Runde: 1:10,54 min/dritte Runde: 56,79 s. Zu Beginn der letzten Runde lag Dibaba vor Kipyegon und Muir. Das Trio hatte eine Lücke zum Verfolgerfeld geschaffen und Muir musste wenig später auch abreißen lassen. Auf der Gegengeraden bedrängte Kipyegon die Führende und zog an ihr vorbei. Hassen sowie die US-Läuferinnen Jenny Simpson und Shannon Rowbury kämpften sich mit deutlichem Abstand dahinter in der Zielkurve an Muir vorbei. Dibaba hatte nun nichts mehr zuzusetzen, sodass Kipyegon mit einem Vorsprung von fast anderthalb Sekunden ins Ziel kam. Hinter Silbermedaillengewinnerin Dibaba erkämpfte sich Simpson Bronze vor ihrer Teamkameradin Rowbury. Auf Platz fünf folgte Hassan, danach kamen die Schwedin Meraf Bahta und Muir ins Ziel.

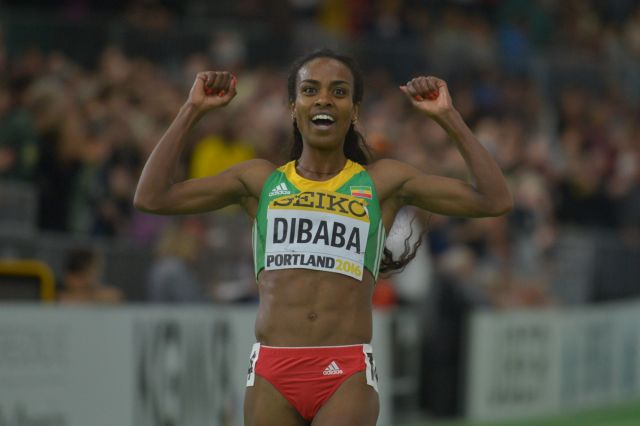
Silbermedaillengewinnerin: Genzebe Dibaba
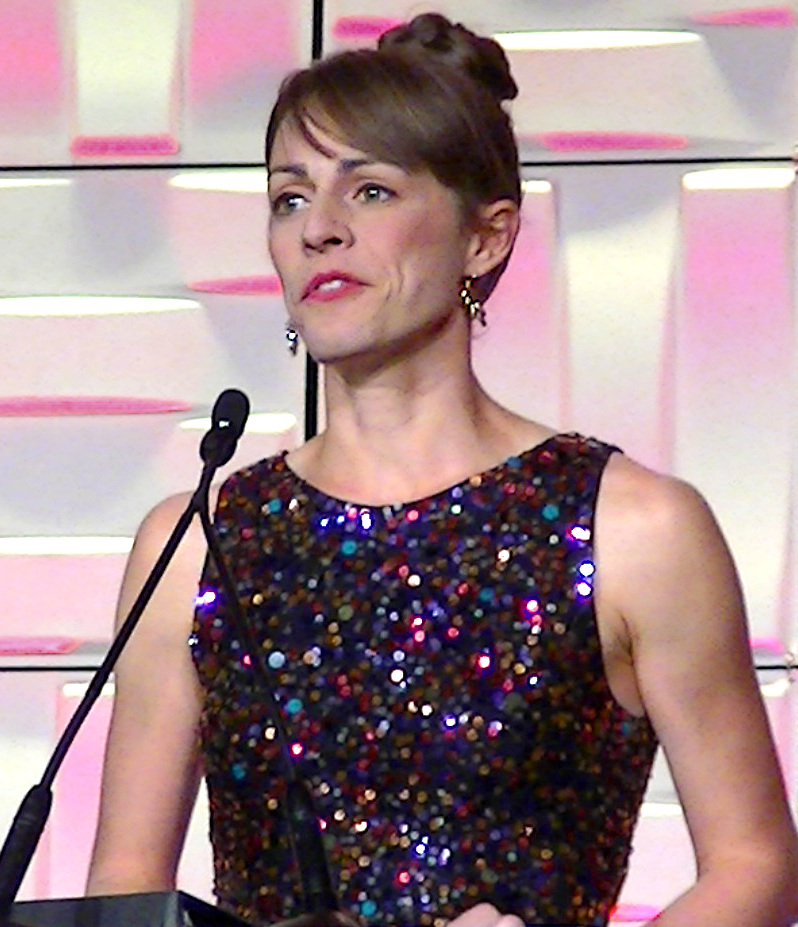
Bronzemedaillengewinnerin: Jenny Simpson
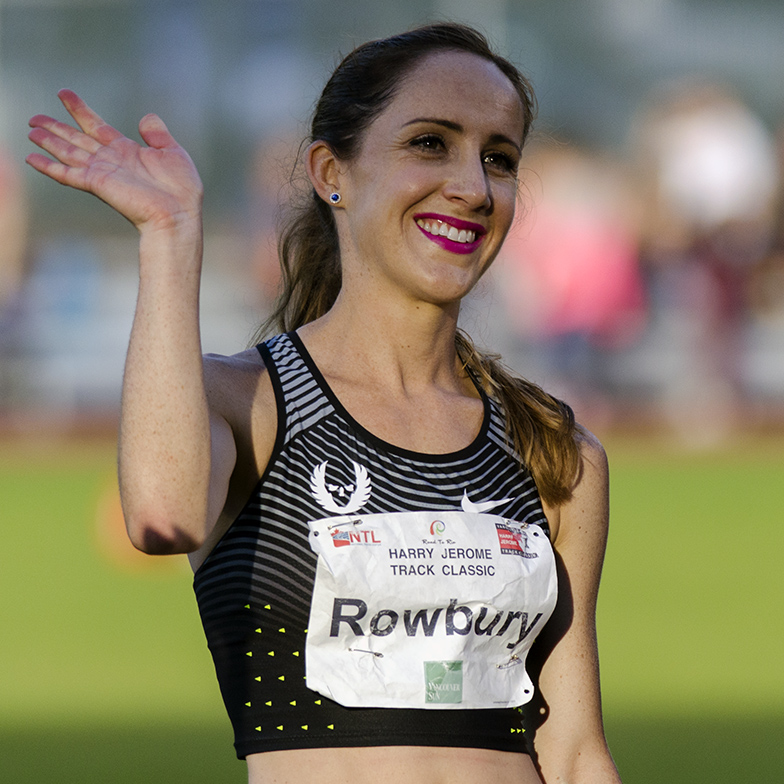
Die viertplatzierte Shannon Rowbury
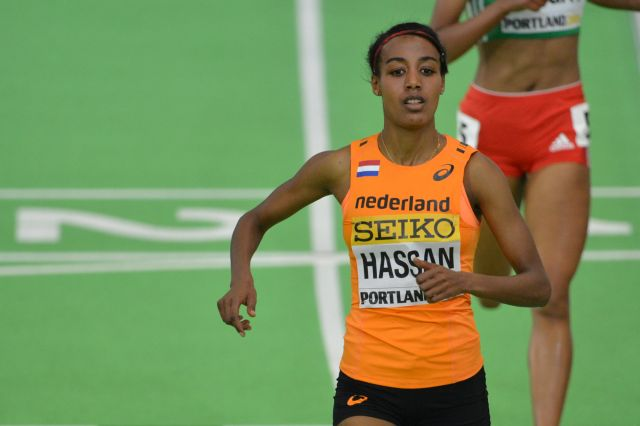
Rang fünf für Sifan Hassan
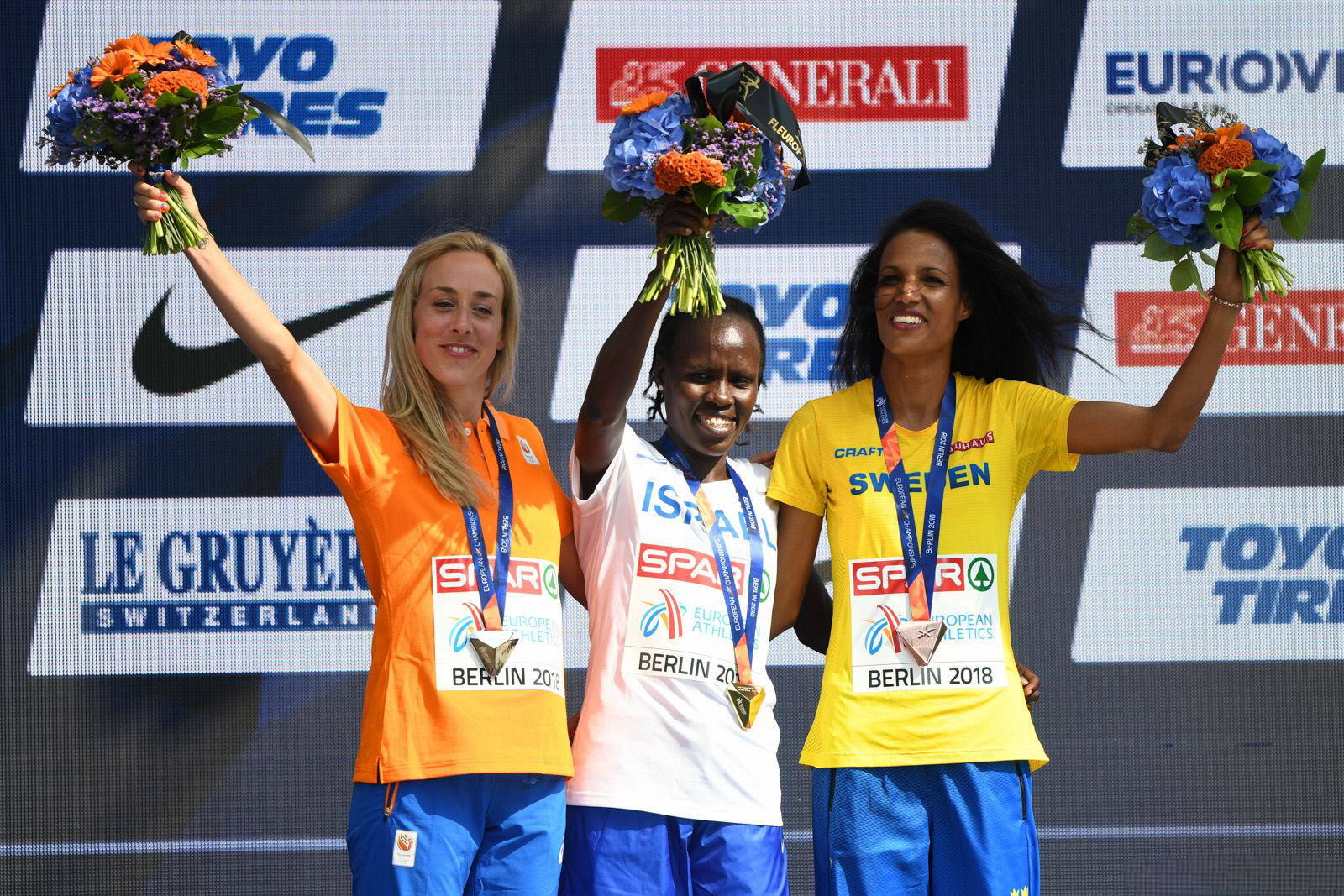
Meraf Bahta (hier ganz rechts bei der Siegerehrung der Europameisterschaften 2018) wurde Olympiasechste
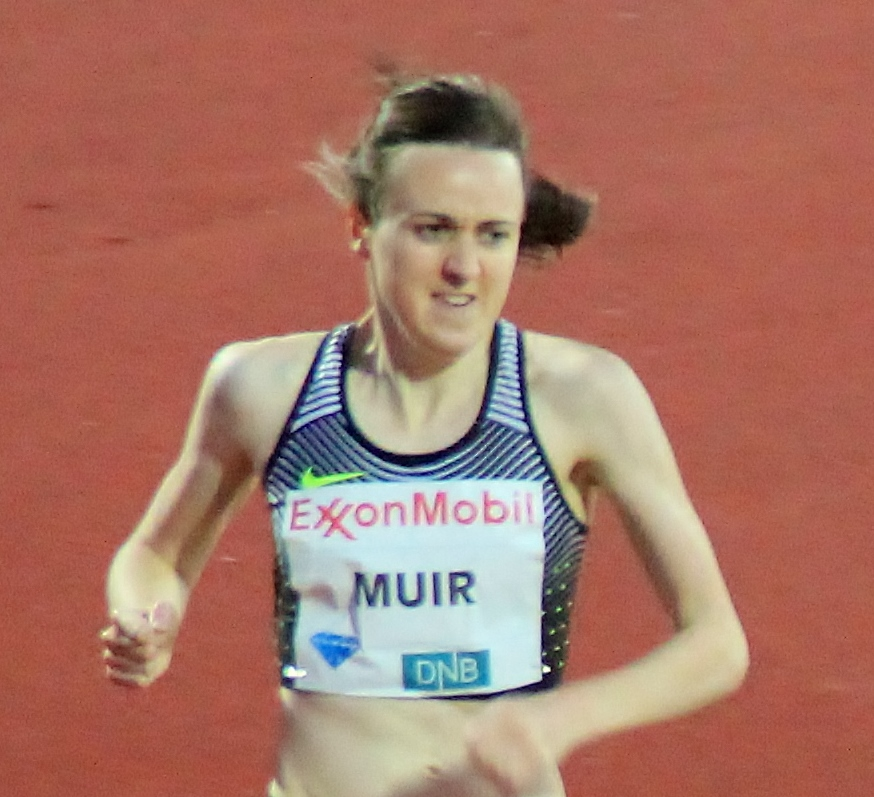
Laura Muir erreichte Platz sieben
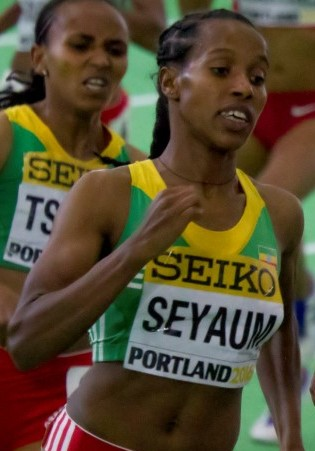
Dawid Seyaum belegte den achten Rang
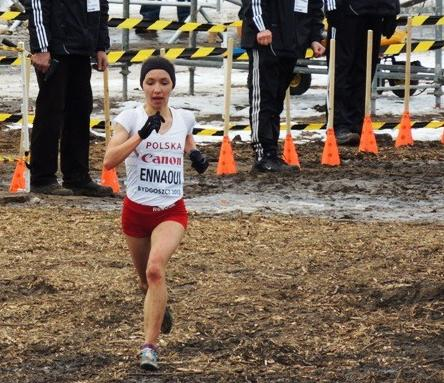
Sofia Ennaoui – Olympiazehnte
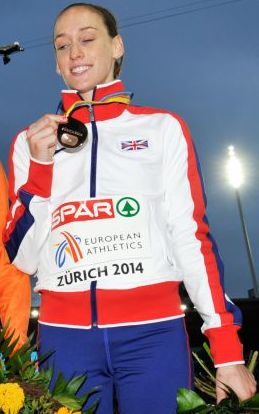
Laura Weightman – Rang elf
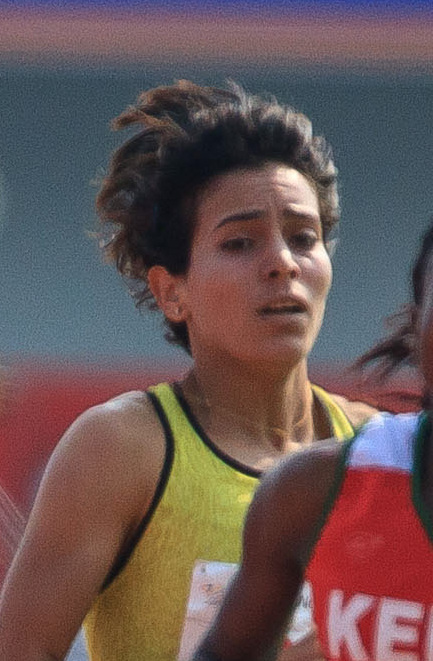
Rababe Arafi kam auf Platz zwölf

## Video
- Rio Replay: Women's 1500m Final, youtube.com, abgerufen am 8. Mai 2022